# Gare de Fentange
La gare de Fentange était une gare ferroviaire luxembourgeoise de la ligne 6, de Luxembourg à Bettembourg, située à Fentange sur le territoire de la commune d'Hesperange, dans le canton de Luxembourg.
Elle est mise en service en 1859 par la Compagnie des chemins de fer de l'Est qui, par convention entre les sociétés, exploite les lignes de la Société royale grand-ducale des chemins de fer Guillaume-Luxembourg. Elle est fermée en 1877.

## Situation ferroviaire
Établie à 277 m d'altitude, la gare de Fentange était située au point kilométrique (PK) 10,690 de la ligne 6, de Luxembourg à Bettembourg,  entre les gares de Luxembourg et de Bettembourg.

## Histoire
La station de Fontange construite par la Société royale grand-ducale des chemins de fer Guillaume-Luxembourg est mise en service le 11 août 1859 par la Compagnie des chemins de fer de l'Est du fait de la convention signée le 6 juin 1857 par les deux sociétés. Station de troisième classe, elle est l'une des deux gares, avec Bettembourg (deuxième classe), de la ligne entre la frontière et la gare de Luxembourg.
Son bâtiment est identique à la plupart des gares du réseau Guillaume-Luxembourg mais est réduit à sa plus simple expression avec un corps de trois travées sous bâtière transversale et aucune aile latérale.
Elle est fermée le 15 octobre 1877. Devenu une maison d'habitation ayant notamment hébergé des familles de cheminots, le bâtiment voyageurs a été détruit dans les années 1960.

## Service des voyageurs
Gare fermée et disparue, la gare ferroviaire en service la plus proche est celle de Berchem.